# Polinomi de Laurent
Un polinomi de Laurent és una generalització de la noció de polinomi on es permet que la indeterminada prengui potències negatives. Van ser introduïts pel matemàtic francès Pierre Alphonse Laurent l'any 1843 per a l'estudi de les funcions, amb la finalitat de generalitzar la sèrie de Taylor a través de la sèrie de Laurent. Apareixen en nombroses branques de les matemàtiques i de la física teòrica, en particular en àlgebra, en l'estudi de les algèbres de Lie i en relació amb l'anàlisi de Fourier.

## Definició
Sigui A un anell commutatiu, un polinomi de Laurent és una expressió de la forma :
{\displaystyle p(X)=\sum _{k\in \mathbb {Z} }a_{k}X^{k},\quad a_{k}\in A}
on només hi ha una quantitat finita de coeficients {\displaystyle a_{k}} que siguin diferents del zero de A.

## L'anell dels polinomis de Laurent
El conjunt dels polinomis de Laurent a coeficients en un anell commutatiu A es denota {\displaystyle A[X,X^{-1}]} (en la indeterminada X). Aquest conjunt està proveït d'una estructura d'anell amb les mateixes operacions que l'anell de polinomis a coeficients en A. En particular, l'anell dels polinomis de Laurent s'obté com a localització de l'anell de polinomis.
Per tant, té les operacions següents :
{\displaystyle \left(\sum _{i\in \mathbb {Z} }a_{i}X^{i}\right)+\left(\sum _{i\in \mathbb {Z} }b_{i}X^{i}\right)=\sum _{i}(a_{i}+b_{i})X^{i}}
{\displaystyle \left(\sum _{i\in \mathbb {Z} }a_{i}X^{i}\right)\cdot \left(\sum _{j\in \mathbb {Z} }b_{j}X^{j}\right)=\sum _{k\in \mathbb {Z} }\left({\underset {i+j=k}{\sum _{i,j\in \mathbb {Z} }}}a_{i}b_{j}\right)X^{k}.}
A més, l'estructura natural de A-mòdul permet definir la multiplicació per un escalar:
.{\displaystyle a\cdot \sum _{i\in \mathbb {Z} }a_{i}X^{i}\,=\,\sum _{i\in \mathbb {Z} }(aa_{i})\,X^{i}}

## Propietats
L'anell A[X, X−1] és un subanell de l'anell de les fraccions racionals A(X). Igualment, també és un subanell del cos de les sèries de Laurent formals A((X)).
L'anell A[X, X−1] és un anell noetherià però no pas artinià. És isomorf a l'anell de grup ℤA i hereta per tant una estructura commutativa i cocommutativa d'àlgebra de Hopf. Si A és un cos, llavors A[X, X−1] és una A-àlgebra.